# 哈卡石龙子属
哈卡石龙子属（学名：Hakaria ）为石龙子科的一个属。

## 下属物种
本属包括以下物种：
- 西蒙尼哈卡石龙子 Hakaria simonyi (Steindachner, 1899)